# Смирнов, Владимир Иванович (генерал)
Владимир Иванович Смирнов (25 марта 1908 года — 7 марта 1982 года) — советский военный деятель, заместитель главнокомандующего Группы советских войск в Германии, Генерал-лейтенант (25.05.1959).

## Биография

### Начальная биография
Родился 25 марта 1908 года в Санкт-Петербурге. Русский.
Окончил 10 классов школы в Рыбинске (1926). Член ВКП(б) с 1940 года. (п/б № 7066655, затем 01267829).
Образование. Окончил Команду одногодичников при 81-м стрелковом полку 27-й стрелковой дивизии (1931), одногодичные КУКС мотомехвойск (1932), заочный факультет ВАММ им. Сталина (1941), Высшая военная академия им. К. Е. Ворошилова (1951).

### Служба в армии
В РККА призван 12 ноября 1930 года Рыбинским РВК Ярославской области.
С 12 ноября 1930 г. курсант 81-го стрелкового полка 27-й стрелковой двизии. С сентября 1931 г. командир взвода 129-го стрелкового полка 43-й стрелковой дивизии.
С мая по сентябрь 1932 года — слушатель КУКС мотомехвойск.
С сентября 1932 года — командир взвода учебного механизированного полка при ВАММ им. Сталина. С 13 июня 1933 года — командир взвода учебной роты, а с 14 сентября 1935 года — командир танковой роты ВАММ. С 15 апреля 1937 года — помощник начальника штаба учебного механизированного полка при ВАММ. С октября 1938 года — командир танкового батальона учебного механизированного полка при ВАММ.
С 11 марта 1941 года — начальник штаба учебного механизированного полка при ВАММ. 

### Великая Отечественная война
В должности начальника штаба учебного механизированного полка при ВАММ им. Сталина встретил Великую Отечественную войну.
С 9 октября 1942 года — помощник начальника отдела тактической подготовки Костеревского ТВЛ. С декабря 1942 года — начальник оперативного отдела 5-го механизированного корпуса (9 января 1943 года преобразован в 6-й гвардейский). С 10 сентября 1943 года — начальник штаба 18-го танкового корпуса (Приказом НКО № 03528 от 08.10.1944 года утвержден в должности). С 5 февраля 1944 года —  начальник штаба 170-й танковой бригады. С 19 июля 1944 года — заместитель командира 25-й танковой бригады. С августа 1944 года — начальник оперативного отдела 29-го танкового корпуса. С 24 октября 1944 года — начальник штаба 29-го танкового корпуса (Приказом НКО № 041 от 05.02.1945 года утвержден в должности).

### Послевоенная карьера
С 9 февраля 1946 года — в распоряжении начальника ОК БТ и МВ. С 11 марта 1946 года — начальник штаба 25-й танковой дивизии 4-й гв. механизированной армии. С 6 августа 1947 года — начальник штаба 28-й механизированной дивизии.
С 27 декабря 1949 года — слушатель Высшей военной академии им. К. Е. Ворошилова. 4 декабря 1951 г. окончил академию с золотой медалью.
С 13 декабря 1951 года — командир 22-й механизированной дивизии. С 2 октября 1954 года — помощник командующего, он же начальник отдала боевой подготовки 7-й механизированной армии. С 7 декабря 1955 года — начальник штаба 7-й механизированной армии. С 20 мая 1957 года — начальник штаба 7-й танковой армии. С 13 мая 1958 года — командующий 5-й гв. танковой армии.
С 23 мая 1960 года — Заместитель главнокомандующего, он же начальник управления боевой подготовки и ЧВС Группы советских войск в Германии.
Приказом МО № 01393 от 11 октября 1965 года уволен в отставку по ст. 60б
Умер 7 марта 1982 года.

## Воинские звания
- Майор (19.07.1942)
- подполковник (20.03.1943)
- Полковник (10.04.1945)

- Генерал-майор  т/в (31.05.1954)
- Генерал-лейтенант т/в (25.05.1959)

## Награды
- Орден Ленина (1956);
- Три ордена Красного Знамени (12.03.1943, 23.07.1944, 1950);
- Орден Суворова 2 степени (10.04.1945);
- Орден Кутузова 2 степени (10.01.1944);
- Орден Александра Невского (СССР) (20.12.1944);
- Орден Отечественной войны II степени  (10.04.1945);
- Орден Красной Звезды (1944);

- Медали: «За боевые заслуги» (1945), «За оборону Москвы» (1944), «За взятие Кенигсберга» (1945), «За оборону Сталинграда» (1942) (22.12.1942), «За победу над Германией в ВОВ 1941-1945 гг.» (1945), «30 лет Советской Армии и Флота» (1948), «40 лет Вооруженных Сил СССР» (1957).

## Память
- Его имя увековечено в Главном Храме Вооружённых сил России, и навсегда запечатлено на мемориале «Дорога памяти»
- На могиле установлен надгробный памятник